# François Blancho
Pour les articles homonymes, voir Blancho.
François Blancho, né le 20 juin 1893 à Saint-Nazaire (Loire-Inférieure) et mort le 2 février 1972 dans la même ville, est un homme politique français.

## Biographie
Issu d'une famille ouvrière de Redon, fils d'un mécanicien sur les paquebots de la Compagnie générale transatlantique, élevé après la mort de sa mère, en 1900, par une tante habitant Saint-Nazaire, il débute comme apprenti chaudronnier à l'âge de douze ans.
Militant syndical, il est, en 1914, secrétaire du syndicat de la métallurgie de Saint-Nazaire, et proche d'Henri Gautier, secrétaire de l'union locale CGT, qui est son mentor dans le milieu militant. Il adhère à la même période à la Section française de l'Internationale ouvrière (SFIO)
Avant d'être mobilisé, et intégré comme mécanicien dans l'Armée de l'air[Quoi ?][Interprétation personnelle ?], il est signataire de la première convention collective négociée en France. Après la première guerre mondiale, il reprend ses activités syndicales.
Il est alors élu, lors des élections municipales de 1919, conseiller municipal de Saint-Nazaire. Cette même année, il est candidat malheureux aux législatives, sous l'étiquette SFIO.
En 1921, il succède à Gautier comme secrétaire de l'union locale puis, en pleine tourmente de la scission confédérale, devient secrétaire de l'union départementale de la CGT de Loire-Inférieure.
Il s'emploie alors à limiter l'effet de la scission et parvient à réduire l'influence de la CGTU dans le département.
C'est sur cette victoire qu'il décide de quitter ses responsabilités syndicales pour choisir définitivement l'action politique, tout en gardant des contacts avec le milieu ouvrier. L'aventure électorale lui avait jusque là été défavorable : plusieurs fois candidat, notamment aux élections cantonales de 1922, aux législatives de décembre 1923 (partielles) et 1924.
En février 1925, il est élu au premier tour, avec 54 % des voix, conseiller général dans le canton de Saint-Nazaire, jusque là détenu par Henri Gautier, qui venait de décéder. Dans la foulée, il mène la liste qui remporte l'élection municipale et devient maire de Saint-Nazaire, mandat qu'il conserve jusqu'à l'occupation.
Secrétaire de la fédération socialiste départementale de 1927 à 1928, il est élu député lors des législatives de 1928, en partie grâce à la division de la droite, dont les deux candidats se maintiennent au second tour, il est réélu conseiller général la même année.
Membre de la commission administrative permanente de la SFIO en 1929, il est réélu député en 1932, au premier tour cette fois. A la Chambre des députés, il se fait une spécialité des interventions sur les questions d'éducation, défendant notamment l'école unique, et sur les questions ouvrières. En 1931, il obtient ainsi, contre l'avis du gouvernement, le vote d'un budget supplémentaire de 100 millions de francs pour les chômeurs.
Réélu député en 1936, sans difficulté compte tenu de la poussée socialiste dans le département, dans la dynamique du Front populaire, il est nommé sous-secrétaire d’État à la Marine dans le premier cabinet de Léon Blum, puis sous-secrétaire d’État à la Marine militaire de juin 1937 à avril 1938 (avec une interruption entre janvier et mars).
En mars 1940, il est nommé sous-secrétaire d’État à l'armement par Paul Reynaud. En juillet, il vote pour les pleins-pouvoirs à Philippe Pétain.
Sans être résistant, il ne verse pas non plus dans la collaboration. En mai 1941, il quitte ses fonctions de maire de Saint-Nazaire, après une première démission, refusée, donnée en décembre 1940. Arrêté par les allemands, placé sur une liste d'otages en octobre, il est finalement libéré sur l'intervention de Marcel Déat, et expulsé de Saint-Nazaire en février 1942. Il passe le reste de la guerre dans la zone sud.
Exclu de la SFIO à la Libération pour son vote en faveur de Pétain, il reste cependant proche de Jean-Baptiste Guitton, député-maire socialiste de Saint-Nazaire de 1945 à 1947, année où, avec le soutien de ce dernier, il est intégré à la liste socialiste pour les municipales, et retrouve son fauteuil de maire. Il est ensuite constamment réélu et œuvre à la reconstruction de la ville, durement touchée par la guerre, surmontant la crise municipale de 1954, lorsque, après un vote négatif du conseil sur le budget, il démissionne et provoque une élection partielle qu'il remporte haut la main.
En 1950, il est réintégré dans le parti socialiste SFIO, dont il est déjà le chef de file local incontesté. Il partage les fonctions avec Guitton, à ce dernier l’Assemblée nationale, à Blancho la mairie.
Après la défaite de Guitton aux législatives de 1958, Blancho relève le gant et se présente, en 1962, contre le sortant MRP Nestor Rombeault. Profitant des désaccords entre chrétiens-démocrates et gaullistes, qui maintiennent chacun leur candidat au second tour, il est élu député.
En 1967, il ne se représente pas et soutient Georges Carpentier, puis démissionne de la mairie l'année suivante, passant le relais à Étienne Caux.
Il meurt en 1972.

## Mandats politiques
- Maire de Saint-Nazaire de 1925 à 1941, puis de 1945 à 1968, soit 39 ans.
- Conseiller général de la Loire-Atlantique, élu dans le canton de Saint-Nazaire, du 22 mars 1925 à 1940.
- Député socialiste de la Loire-Atlantique de 1928 à 1942 et de 1962 à 1967.
- Sous-secrétaire d'État à la Marine du 4 juin 1936 au 22 juin 1937 dans le gouvernement Léon Blum (1).
- Sous-secrétaire d'État à la Marine militaire du 22 juin 1937 au 18 janvier 1938 dans le gouvernement Camille Chautemps (3).
- Sous-secrétaire d'État à la Marine militaire du 13 mars au 10 avril 1938 dans le gouvernement Léon Blum (2).
- Sous-secrétaire d'État à l'Armement du 21 mars au 10 mai 1940 dans le gouvernement Paul Reynaud.
- Élu au Parlement européen de 1962 à 1964.

## Hommages
La place de l'hôtel de ville de Saint-Nazaire ainsi qu’un lycée professionnel portent son nom.
Plusieurs autres villes de Bretagne ont donné son nom à une rue, on peut citer notamment Nantes et Trignac.

### Sources et bibliographie
- « François Blancho », dans le Dictionnaire des parlementaires français (1889-1940), sous la direction de Jean Jolly, PUF, 1960 [détail de l’édition] [texte sur Sycomore].
- François Naud (préf. Jean-Pierre Machelon, titre de couverture : Les parlementaires de Loire-Inférieure sous la Troisième République), Le personnel parlementaire élu par le département de Loire-Inférieure sous la Troisième République : 1871-1940, Mayenne, Éditions régionales de l'Ouest, 2009, 311 p. (ISBN 978-2-85554-136-5).
- Emmanuel Salmon-Legagneur (dir.) et al. (préf. Yvon Bourges, anc. ministre, prés. du conseil régional de Bretagne), Les noms qui ont fait l'histoire de Bretagne : 1 000 noms pour les rues de Bretagne, Spézet, Coop Breizh et Institut culturel de Bretagne, 1997, 446 p. (ISBN 978-2-84346-032-6), p. 50-51Notice de Jean-Yves Le Goff et Jean Gourhand.Dictionnaire biographique du mouvement ouvrier français, notice de Claude Geslin